# Sasima versteegi
Sasima versteegi är en insektsart som beskrevs av De Jong, C. 1946. Sasima versteegi ingår i släktet Sasima och familjen vårtbitare. Inga underarter finns listade i Catalogue of Life.